# Giuseppe Seccatore
Giuseppe Seccatore (Pezzana, 1º luglio 1901 – Gattinara, 22 dicembre 1986) è stato un calciatore italiano, di ruolo attaccante.

## Caratteristiche tecniche
Fu ricordato come «giocatore di non eccessiva tecnica ma estremamente veloce e dotato di un tiro potente e preciso, specie col sinistro».

## Carriera
Di ruolo mezzala, dalla stagione 1924-25 alla stagione 1927-1928 milita nella Biellese, in campionati che lo vedono stabilmente tra i titolari e portando la sua squadra nella massima categoria vincendo il titolo di capocannoniere di serie B alla sua prima stagione; nel 1928 viene messo in lista di trasferimento dalla Biellese. In seguito giocò per la Pro Vercelli dal 1928 al 1933; durante la militanza con la squadra, durante la partita Pro Vercelli-Genoa (poi conclusasi 3-3) del 6 ottobre 1929, fu espulso dall'arbitro Carraro al 79º minuto: ciò lo rende il primo giocatore espulso in Serie A. Con la maglia dei vercellesi si distinse in una sfida interna contro la Juventus, nel campionato 1928-1929, in cui segnò tutte e tre le reti dei suoi nella gara conclusa con una sconfitta per 3-4. Successivamente tornò come avversario a Biella, segnando il gol che condannò la sua ex squadra alla retrocessione, con suo enorme rammarico.